# حيوان أبقع

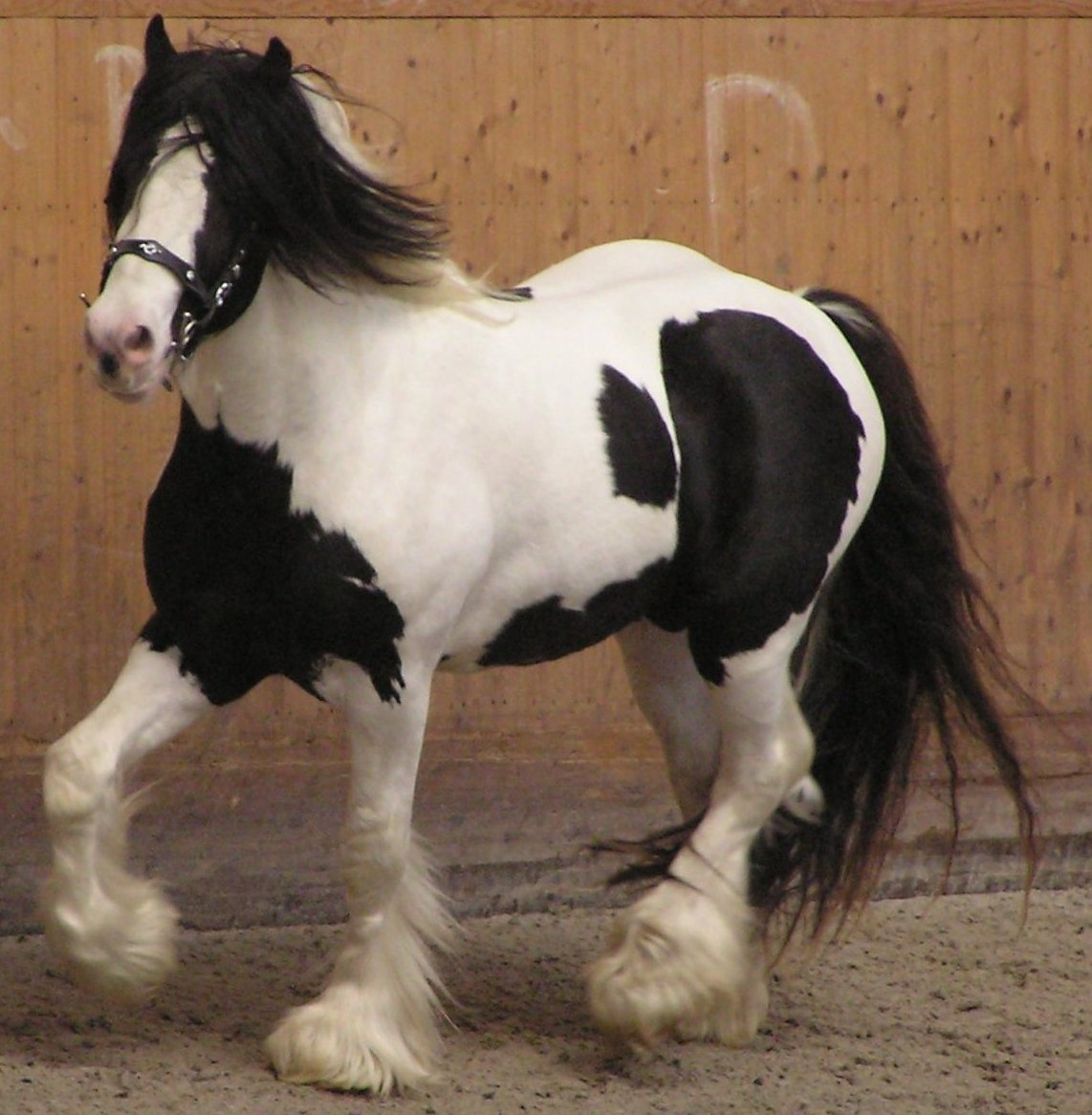
حصان أبلق (أبيض وأسود)، له نمط تبيانو

الحيوان الأبقع هو الحيوان الذي يحتوي على نمط من البقع غير المصطبغة (بيضاء) على خلفية مصطبغة من الشعر أو الريش أو الحراشف. وبالتالي فإن الكلب الأبقع الأبلق (أبيض وأسود) هو كلب أسود به بقع بيضاء. جلد الحيوان تحت الخلفية البيضاء غير مصطبغ.
يعتمد موقع البقع غير المصطبغة على هجرة الأرومة الميلانينية [الإنجليزية] (الخلايا الصباغية البدائية) من العرف العصبي إلى المواقع الثنائية الجانب المزدوجة في جلد الجنين المبكر. يظهر النمط الناتج متناظرًا فقط إذا هاجرت الأرومات الميلانينية إلى موقعي الزوج وتكاثرت بنفس الدرجة في كلا الموقعين. يمكن طمس مظهر التناظر إذا كان تكاثر الخلايا الميلانينية (الخلايا الصباغية) داخل البقع النامية كبيرًا لدرجة أن أحجام البقع تزداد إلى درجة اندماج بعض البقع، تاركة فقط مساحات صغيرة من الخلفية البيضاء بين البقع وعند أطراف النهايات.
قد تشمل الحيوانات التي تحمل هذا النمط الطيور والقطط والأبقار والكلاب والثعالب والخيل والحيتانيات والأيائل والخنازير والثعابين. تُظهر بعض الحيوانات أيضًا لونًا لقزحية العين يتناسب مع الجلد المحيط (الأعين الزرقاء للبشرة الوردية، والبني للبشرة الداكنة). ويرتبط السبب الوراثي الأساسي بحالة تعرف باسم البياض.